# Campeonato Mundial de Patinaje Artístico sobre Hielo de 1999
El LXXXIX Campeonato Mundial de Patinaje Artístico sobre Hielo se realizó en Helsinki (Finlandia) entre el 23 y el 28 de marzo de 1999. Fue organizado por la Unión Internacional de Patinaje sobre Hielo (ISU) y la Federación Finlandesa de Patinaje Artístico. 
Participaron en total 162 patinadores de 33 países.

## Resultados

### Masculino
| Puesto | Nombre           | País           | Puntos |
| ------ | ---------------- | -------------- | ------ |
| Oro    | Alexei Yagudin   | Rusia          | 2,6    |
| Plata  | Evgeni Plushenko | Rusia          | 3,0    |
| Bronce | Michael Weiss    | Estados Unidos | 6,2    |

### Femenino
| Puesto | Nombre           | País           | Puntos |
| ------ | ---------------- | -------------- | ------ |
| Oro    | Maria Butirskaya | Rusia          | 2,0    |
| Plata  | Michelle Kwan    | Estados Unidos | 4,8    |
| Bronce | Julia Soldatova  | Rusia          | 6,4    |

### Parejas
| Puesto | Nombre                                | País    | Puntos |
| ------ | ------------------------------------- | ------- | ------ |
| Oro    | Elena Berezhnaya / Anton Sikharulidze | Rusia   | 1,5    |
| Plata  | Xue Shen / Hongbo Zhao                | China   | 3,0    |
| Bronce | Dorota Zagórska / Mariusz Siudek      | Polonia | 4,5    |

### Danza en hielo
| Puesto | Nombre                              | País    | Puntos |
| ------ | ----------------------------------- | ------- | ------ |
| Oro    | Angelika Krilova / Oleg Ovsiannikov | Rusia   | 2,6    |
| Plata  | Marina Anissina / Gwendal Peizerat  | Francia | 3,6    |
| Bronce | Shae-Lynn Bourne / Victor Kraatz    | Canadá  | 5,8    |

## Medallero
| Núm. | País           | Oro | Plata | Bronce | Total |
| ---- | -------------- | --- | ----- | ------ | ----- |
| 1    | Rusia          | 4   | 1     | 1      | 6     |
| 2    | Estados Unidos | 0   | 1     | 1      | 2     |
| 3    | China          | 0   | 1     | 0      | 1     |
| 3    | Francia        | 0   | 1     | 0      | 1     |
| 5    | Canadá         | 0   | 0     | 1      | 1     |
| 5    | Polonia        | 0   | 0     | 1      | 1     |
|      | TOTAL          | 4   | 4     | 4      | 12    |

| Predecesor: Estados Unidos 1998 | Campeonato Mundial de Patinaje Artístico sobre Hielo 1999 | Sucesor: Francia 2000 |

- Datos: Q1319186